# Nati il 17 ottobre
| Questa pagina contiene informazioni ricavate automaticamente dalle voci biografiche con l'ausilio del template Bio e di un bot. L'aggiornamento è periodico e automatico e ricostruisce completamente la pagina. Se manca una persona in questa lista, sei pregato di non aggiungerla, ma accertati piuttosto che la sua voce biografica contenga il template Bio e che i dati anagrafici siano correttamente compilati. Se il template Bio manca, inseriscilo tu stesso o, in alternativa, metti l'avviso {{tmp\|Bio}} che ne segnala la mancanza. Se i dati riportati sono sbagliati, correggi direttamente la voce biografica; le modifiche saranno visibili in questa lista entro pochi giorni. Per chiarimenti vedi il progetto biografie. La lista contiene solo le 1.074 persone che sono citate nell'enciclopedia e per le quali è stato implementato correttamente il template Bio. Pagina aggiornata al 17 ago 2025. |

## VI secolo(1)
- 503 - Lý Nam Đế, re vietnamita († 548)

## XII secolo(1)
- 1125 - Lu You, poeta cinese († 1210)

## XIII secolo(1)
- 1253 - Ivo Hélory, presbitero francese († 1303)

## XV secolo(3)
- 1477 - Laura Bentivoglio, nobile italiana († 1523)
- 1488 - Ursula del Brandeburgo, duchessa († 1510)
- 1500 - Alonso de Orozco, mistico spagnolo († 1591)

## XVI secolo(11)
- 1538 - Irene di Spilimbergo, pittrice e poetessa italiana († 1559)
- 1547 - Camilla Martelli, italiana († 1590)
- 1560 - Ernesto Federico di Baden-Durlach, nobile tedesco († 1604)
- 1563 - Jodocus Hondt, incisore, cartografo e editore fiammingo († 1612)
- 1577 - Cristofano Allori, pittore italiano († 1621)
- 1577 - Dmitrij Michajlovič Požarskij, militare russo († 1642)
- 1579 - Paweł Piasecki, vescovo cattolico e politico polacco († 1649)
- 1582 - Johann Gerhard, teologo tedesco († 1637)
- 1587 - Nathan Field, attore teatrale e drammaturgo inglese († 1620)
- 1595 - Francesco Capecelatro, scrittore e storico italiano († 1670)
- 1595 - Marcantonio IV Colonna, nobile italiano († 1611)

## XVII secolo(17)
- 1607 - Maddalena Corvina, miniatrice e pittrice italiana († 1664)
- 1617 - Dionisio Lazzari, architetto e scultore italiano († 1689)
- 1623 - Francesco Turrettini, teologo svizzero († 1687)
- 1624 - Carlo I de Mari, nobile italiano († 1697)
- 1629 - Baltasar Carlos di Spagna, principe spagnolo († 1646)
- 1633 - Brigida Pico della Mirandola, politica italiana († 1720)
- 1638 - Giovanni Carlo del Palatinato-Birkenfeld-Gelnhausen, principe tedesco († 1704)
- 1639 - Charles-Claude Genest, scrittore e drammaturgo francese († 1719)
- 1661 - Angela Teresa Muratori, artista e musicista italiana († 1708)
- 1664 - Diego de Astorga y Céspedes, cardinale e arcivescovo cattolico spagnolo († 1734)
- 1666 - Giovanni Guglielmo di Sassonia-Eisenach, duca († 1729)
- 1668 - Giovanni Francesco Maria Tenderini, vescovo cattolico italiano († 1739)
- 1680 - Anna Constantia von Brockdorff, nobildonna tedesca († 1765)
- 1686 - Jacques Hardion, storico e traduttore francese († 1766)
- 1688 - Domenico Zipoli, gesuita, missionario e compositore italiano († 1726)
- 1690 - Giovanni Antonio Cucchi, pittore italiano († 1771)
- 1696 - Augusto III di Polonia, sovrano († 1763)

## XVIII secolo(40)
- 1711 - Jupiter Hammon, poeta statunitense
- 1712 - Eleonora d'Assia-Rotenburg, principessa tedesca († 1759)
- 1717 - Franz Anton Ermeltraut, pittore tedesco († 1767)
- 1720 - Maria Teresa Agnesi Pinottini, compositrice e clavicembalista italiana († 1795)
- 1720 - Marie-Geneviève-Charlotte Thiroux d'Arconville, scrittrice, traduttrice e chimica francese († 1805)
- 1721 - Pierre Victor de Besenval de Brünstatt, generale francese († 1791)
- 1723 - Giovanni Ambrogio Bertrandi, anatomista e chirurgo italiano († 1765)
- 1723 - Claude Guimond de La Touche, drammaturgo francese († 1760)
- 1724 - George Cholmondeley, visconte Malpas, nobile e politico inglese († 1764)
- 1724 - Johann Siegfried Hufnagel, entomologo tedesco († 1795)
- 1725 - John Wilkes, politico e pubblicista inglese († 1797)
- 1729 - Pierre-Alexandre Monsigny, compositore francese († 1817)
- 1733 - Matteo Madao, religioso e scrittore italiano († 1800)
- 1739 - Anne-Pierre de Montesquiou-Fézensac, generale e politico francese († 1798)
- 1740 - András Dugonics, scrittore e drammaturgo ungherese († 1818)
- 1749 - Konrad Langenegger, carpentiere svizzero († 1818)
- 1751 - Paolo Lamberto D'Allègre, arcivescovo cattolico italiano († 1821)
- 1755 - Enevold de Falsen, giurista, poeta e attore teatrale norvegese († 1808)
- 1756 - Robert Bertie, IV duca di Ancaster e Kesteven, nobile e militare britannico († 1779)
- 1758 - Luigi Ercolani, cardinale italiano († 1825)
- 1759 - Jakob Bernoulli II, matematico svizzero († 1789)
- 1760 - Claude-Henri de Rouvroy de Saint-Simon, filosofo francese († 1825)
- 1763 - John McComb Jr., architetto statunitense († 1853)
- 1765 - Henri-Jacques-Guillaume Clarke, politico e generale francese († 1818)
- 1767 - Ivan Ivanovič Barjatinskij, diplomatico russo († 1825)
- 1771 - Ambrogio Bianchi, cardinale italiano († 1856)
- 1778 - Michele Benedetti, basso italiano
- 1778 - Florencio del Castillo, presbitero e politico costaricano († 1834)
- 1780 - Richard Mentor Johnson, politico statunitense († 1850)
- 1781 - Johann Friedrich Meckel, anatomista tedesco († 1833)
- 1783 - Martin Hamaliar, scrittore e pastore protestante slovacco († 1835)
- 1784 - Fructuoso Rivera, politico e generale uruguaiano († 1854)
- 1786 - François-Édouard Picot, pittore e insegnante francese († 1868)
- 1792 - Domenico Adamini, architetto svizzero († 1860)
- 1792 - John Bowring, politico, diplomatico e scrittore britannico († 1872)
- 1795 - Robert Story, poeta inglese († 1860)
- 1796 - Leopold Kupelwieser, pittore austriaco († 1862)
- 1797 - Juan Lavalle, militare e politico argentino († 1841)
- 1797 - Domenico Tarolli, missionario italiano († 1882)
- 1799 - Anna Zofia Sapieha, nobildonna polacca († 1864)

## XIX secolo(167)
- 1802 - Gaetano Moroni, bibliografo italiano († 1883)
- 1803 - Ferenc Deák, politico ungherese († 1876)
- 1803 - William Smith O'Brien, politico e patriota irlandese († 1864)
- 1804 - Franz Schuh, chirurgo e patologo austriaco († 1865)
- 1810 - Adolphe-Félix Cals, pittore e incisore francese († 1880)
- 1810 - Giovanni Matteo De Candia, tenore e patriota italiano († 1883)
- 1812 - Rudolph Otto von Budritzki, generale tedesco († 1876)
- 1813 - Georg Büchner, scrittore e drammaturgo tedesco († 1837)
- 1815 - Emanuel Geibel, poeta tedesco († 1884)
- 1816 - Jules Richard, fotografo e traduttore francese († 1891)
- 1817 - Alfred Des Cloizeaux, mineralogista francese († 1897)
- 1817 - Syed Ahmed Khan, filosofo e educatore indiano († 1898)
- 1817 - Alexander Mitchell, banchiere, imprenditore e politico statunitense († 1887)
- 1817 - Samuel Ringgold Ward, editore statunitense
- 1818 - Giulio Bellinzaghi, politico italiano († 1892)
- 1818 - Tassilo von der Lasa, scacchista e diplomatico tedesco († 1899)
- 1819 - Oronzio De Donno, patriota e politico italiano († 1886)
- 1819 - Federico Guglielmo di Meclemburgo-Strelitz, sovrano tedesco († 1904)
- 1820 - Giacinto Pacchiotti, medico, igienista e politico italiano († 1893)
- 1820 - Édouard Roche, astronomo francese († 1883)
- 1821 - Marino Froncini, patriota, politico e educatore italiano († 1895)
- 1821 - Alexander Gardner, fotografo e gioielliere scozzese († 1882)
- 1821 - Paolo Paternostro, politico, magistrato e prefetto italiano († 1885)
- 1824 - Francesco Caligaris, politico italiano († 1895)
- 1825 - William Rainey Marshall, politico statunitense († 1896)
- 1825 - Louis Joseph Troost, chimico francese († 1911)
- 1829 - Lucyna Ćwierczakiewiczowa, scrittrice polacca († 1901)
- 1833 - José Eduvigis Díaz, generale paraguaiano († 1867)
- 1833 - Charles Ragon de Bange, militare e progettista francese († 1914)
- 1834 - Giovan Battista Palazzotto, architetto italiano († 1896)
- 1834 - Adriano Salani, tipografo e editore italiano († 1904)
- 1835 - Paul Haenlein, ingegnere tedesco († 1905)
- 1835 - Alexine Tinne, esploratrice olandese († 1869)
- 1840 - André Gill, illustratore francese († 1885)
- 1842 - Leontina Papà, attrice teatrale e attrice cinematografica italiana († 1922)
- 1842 - Otto Friedrich Bernhard von Linstow, zoologo tedesco († 1916)
- 1843 - Giuseppe Grandi, scultore, pittore e incisore--> italiano († 1894)
- 1843 - Clemente Mapelli, patriota italiano († 1922)
- 1844 - Enrico Belli-Blanes, attore teatrale italiano († 1903)
- 1844 - Gustave Schlumberger, storico e numismatico francese († 1929)
- 1845 - Franz Ehrle, cardinale, archivista e bibliotecario tedesco († 1934)
- 1847 - Shivashanmukha Rao, principe indiano († 1878)
- 1850 - Fernand Foureau, esploratore e geografo francese († 1914)
- 1850 - Pablo Iglesias Posse, politico e sindacalista spagnolo († 1925)
- 1851 - Reginald Courtenay Welch, calciatore inglese († 1939)
- 1852 - Carlo Maldini, imprenditore italiano († 1926)
- 1853 - S. Karonin, scrittore e politico russo († 1892)
- 1853 - Marija Aleksandrovna Romanova, nobile russa († 1920)
- 1854 - Luis Amigó Ferrer, religioso spagnolo († 1934)
- 1854 - Sybil Newall, arciera britannica († 1929)
- 1855 - Joseph Harker, scenografo, attore e pittore britannico († 1927)
- 1856 - Jane Barlow, scrittrice irlandese († 1917)
- 1856 - Alexander Tschirch, farmacista tedesco († 1939)
- 1857 - Mary Ives Abbott, golfista e scrittrice statunitense († 1904)
- 1857 - Stefan Bakałowicz, pittore polacco († 1947)
- 1857 - Tommaso Salsa, generale italiano († 1913)
- 1857 - Marija Grigor'evna Stroganova, nobildonna russa († 1920)
- 1858 - David Samuel Margoliouth, orientalista britannico († 1940)
- 1858 - Karl Praechter, filologo classico tedesco († 1933)
- 1859 - Buck Ewing, giocatore di baseball e allenatore di baseball statunitense († 1906)
- 1859 - Childe Hassam, pittore statunitense († 1935)
- 1859 - Paolo Orsi, archeologo italiano († 1935)
- 1859 - William Palmer, II conte di Selborne, nobile e politico inglese († 1942)
- 1859 - Eugenio Zampighi, pittore e fotografo italiano († 1944)
- 1860 - Roderic O'Conor, pittore e incisore irlandese († 1940)
- 1862 - İbrahim Hakkı Pascha, politico e ambasciatore ottomano († 1918)
- 1864 - Elinor Glyn, scrittrice e sceneggiatrice britannica († 1943)
- 1864 - Robert Lansing, politico e avvocato statunitense († 1928)
- 1865 - Florence Bayard Hilles, attivista statunitense († 1954)
- 1865 - Kenshi Nagai, militare e compositore giapponese († 1940)
- 1865 - Lucjan Żeligowski, generale e politico polacco († 1947)
- 1867 - Frank Mahan, cestista statunitense († 1905)
- 1867 - Josep Puig i Cadafalch, architetto spagnolo († 1956)
- 1868 - James Cowan, calciatore e allenatore di calcio scozzese († 1918)
- 1868 - Sophia Hayden, architetta statunitense († 1953)
- 1868 - Nikolaj Nikolaevič di Leuchtenberg, generale russo († 1928)
- 1869 - Carlo Clausetti, compositore, regista e librettista italiano († 1943)
- 1870 - Veronica Briguglio, religiosa italiana († 1950)
- 1870 - Adelgonda di Baviera, principessa († 1958)
- 1871 - Dénes Berinkey, giurista e politico ungherese († 1948)
- 1871 - Gaetano Manzoni, diplomatico e politico italiano († 1937)
- 1871 - Achille Nucci, magistrato e politico italiano († 1947)
- 1871 - Maila Talvio, scrittrice finlandese († 1951)
- 1871 - Segundo de Chomón, regista, direttore della fotografia e animatore spagnolo († 1929)
- 1872 - Giovanni Brusasca, politico italiano († 1948)
- 1872 - Alfredo Capone, politico e avvocato italiano
- 1872 - Al Giebler, sceneggiatore statunitense († 1950)
- 1872 - Henri Quentin, presbitero e filologo francese († 1935)
- 1873 - Aage Hertel, attore danese († 1944)
- 1873 - William Luther Hill, politico statunitense († 1951)
- 1873 - Alfred Polgar, scrittore austriaco († 1955)
- 1875 - Augusto Béguinot, botanico italiano († 1940)
- 1875 - Jean-René Calloc'h, presbitero e missionario francese († 1928)
- 1876 - Hippolyte Aucouturier, ciclista su strada francese († 1944)
- 1876 - Piero Benedetti, matematico italiano († 1933)
- 1876 - Niels Drustrup, militare statunitense († 1957)
- 1877 - Giuseppe Fini, presbitero, compositore e organista italiano († 1944)
- 1877 - Alberto Laviosa, ingegnere e dirigente d'azienda italiano († 1959)
- 1878 - Attilio Cerruti, biologo italiano († 1956)
- 1878 - Jacobo FitzJames Stuart, XVII duca d'Alba, nobile, diplomatico e politico spagnolo († 1953)
- 1879 - Ernesto Maria Cocca, imprenditore, economista e chimico italiano († 1940)
- 1879 - Joe Hill, sindacalista e compositore statunitense († 1915)
- 1880 - Hereward Carrington, investigatore, parapsicologo e scrittore britannico († 1958)
- 1880 - Gunnar Rudberg, filologo classico svedese († 1954)
- 1880 - Gaston de Trannoy, cavaliere belga († 1960)
- 1881 - Bruno Fornaciari, funzionario e politico italiano († 1959)
- 1881 - Max Melamerson, imprenditore e ceramista tedesco († 1948)
- 1881 - Achille Vogliano, grecista e papirologo italiano († 1953)
- 1882 - Giulio Gavotti, ingegnere e aviatore italiano († 1939)
- 1883 - Alexander Sutherland Neill, pedagogista scozzese († 1973)
- 1883 - Vicente Priante, vescovo cattolico brasiliano († 1945)
- 1883 - Pavel Chomič, presbitero russo († 1942)
- 1883 - Thad Shideler, ostacolista statunitense († 1966)
- 1884 - Emiliano Cagnoni, vescovo cattolico italiano († 1969)
- 1884 - Giuseppe Pietro Gagnor, vescovo cattolico italiano († 1964)
- 1885 - Ernesto Azzini, ciclista su strada italiano († 1923)
- 1886 - Spring Byington, attrice statunitense († 1971)
- 1886 - Giovanni Mazzoni, presbitero e militare italiano († 1941)
- 1886 - Adolfo Naldi, generale italiano († 1944)
- 1886 - Mafalda Salvatini, soprano italiano († 1971)
- 1888 - Paul Bernays, matematico svizzero († 1977)
- 1888 - Vittorio Buratti, imprenditore, politico e filantropo italiano († 1949)
- 1888 - Paolo Conca, operaio, politico e antifascista italiano († 1968)
- 1888 - Franciszek Wład, generale polacco († 1939)
- 1889 - Fred Church, attore statunitense († 1983)
- 1889 - Phyllis Gordon, attrice statunitense († 1964)
- 1889 - Alisa Georgievna Koonen, attrice teatrale russa († 1974)
- 1889 - Mikha'il Nu'ayma, scrittore e poeta libanese († 1988)
- 1889 - Pierre Weiss, generale, aviatore e scrittore francese († 1970)
- 1890 - Carl Buchheister, pittore tedesco († 1964)
- 1890 - Elisabeth Chaplin, pittrice francese († 1982)
- 1890 - Vladimir Ivanovič Voronin, navigatore e esploratore sovietico († 1952)
- 1891 - Ivan Bagrjanov, politico e diplomatico bulgaro († 1945)
- 1892 - Theodor Eicke, generale tedesco († 1943)
- 1892 - Herbert Howells, compositore, insegnante e direttore d'orchestra inglese († 1983)
- 1892 - Hernán Robleto, scrittore nicaraguense († 1969)
- 1892 - Henri Weenink, scacchista e compositore di scacchi olandese († 1931)
- 1893 - Raffaele Bendandi, pseudoscienziato italiano († 1979)
- 1893 - Mario Boero, pallanuotista italiano († 1973)
- 1893 - Richard Connell, scrittore, giornalista e sceneggiatore statunitense († 1949)
- 1893 - Domenico De Leonardis, politico italiano († 1972)
- 1893 - Tommaso Latini, militare italiano († 1942)
- 1893 - Riccardo Palanti, pittore e decoratore italiano († 1978)
- 1893 - Lodovico Valtorta, militare italiano († 1918)
- 1894 - Félix Amiot, ingegnere francese († 1974)
- 1894 - Renato di Borbone-Parma, militare spagnolo († 1962)
- 1894 - Pablo de Rokha, poeta cileno († 1968)
- 1894 - Giuseppe Malagodi, sindacalista italiano († 1945)
- 1895 - Doris Humphrey, danzatrice statunitense († 1958)
- 1895 - Miguel Ydígoras Fuentes, generale e politico guatemalteco († 1982)
- 1896 - Hal K. Dawson, attore statunitense († 1987)
- 1896 - Helen Dukas, biografa tedesca († 1982)
- 1896 - Frank Forest, tenore e attore cinematografico statunitense († 1976)
- 1896 - Alfredo Jeri, giornalista, scrittore e poeta italiano († 1962)
- 1896 - Roman Petrovič Romanov, principe russo († 1978)
- 1896 - Wolfgang Strobel, calciatore tedesco († 1945)
- 1896 - Rodolfo Terlizzi, schermidore italiano († 1971)
- 1897 - Riccardo Carbone, fotografo e fotoreporter italiano († 1973)
- 1898 - Arturo Burato, politico italiano († 1967)
- 1898 - Pietro Lupo, ufficiale italiano († 1936)
- 1898 - Eileen Sedgwick, attrice statunitense († 1991)
- 1898 - Shinichi Suzuki, musicista, filosofo e educatore giapponese († 1998)
- 1898 - Simon Vestdijk, scrittore olandese († 1971)
- 1899 - Enrico Endrich, politico e avvocato italiano († 1985)
- 1900 - Jean Arthur, attrice statunitense († 1991)
- 1900 - Alfred Mirsky, biologo statunitense († 1974)
- 1900 - Yvor Winters, poeta e critico letterario statunitense († 1945)

## XX secolo(807)
- 1901 - Cesare Bettarini, attore italiano († 1980)
- 1902 - Francesca Braggiotti, danzatrice e attrice italiana († 1998)
- 1902 - Irene Ryan, attrice statunitense († 1973)
- 1903 - Domenico Filippone, architetto e urbanista italiano († 1970)
- 1903 - Andrej Antonovič Grečko, generale e politico sovietico († 1976)
- 1903 - Leo Huberman, insegnante e scrittore statunitense († 1968)
- 1903 - Nathanael West, scrittore statunitense († 1940)
- 1904 - Carlo Alberto Federici, politico italiano († 1971)
- 1904 - Sof'ja Garrel', attrice sovietica († 1991)
- 1904 - Josef Klehr, militare tedesco († 1988)
- 1904 - Mario Scotto, arbitro di calcio italiano († 1986)
- 1905 - Franco Albini, architetto, urbanista e designer italiano († 1977)
- 1905 - Antonio Moscatelli, generale e aviatore italiano († 1959)
- 1905 - Essad Bey, scrittore azero († 1942)
- 1905 - Andrea Zotti, aviatore italiano († 1940)
- 1906 - Hedy Bienenfeld, nuotatrice austriaca († 1976)
- 1906 - Hans Haas, sollevatore austriaco († 1973)
- 1907 - John Marley, attore statunitense († 1984)
- 1908 - Antonino Mura Ena, scrittore, poeta e pedagogista italiano († 1994)
- 1908 - Svend Olsen, sollevatore danese († 1980)
- 1908 - Hjördis Petterson, attrice svedese († 1988)
- 1908 - Pier Antonio Poggi, militare e politico italiano († 1940)
- 1908 - Red Rolfe, giocatore di baseball, allenatore di baseball e allenatore di pallacanestro statunitense († 1969)
- 1908 - Andrej Uršič, editore, giornalista e politico sloveno († 1948)
- 1908 - Jan Hendrik Waszink, latinista olandese († 1990)
- 1909 - Cozy Cole, batterista statunitense († 1981)
- 1909 - Angelo Mercuriali, tenore italiano († 1999)
- 1910 - Giorgio Agosti, magistrato, partigiano e antifascista italiano († 1992)
- 1910 - Joe Butterworth, attore statunitense († 1986)
- 1910 - Goffredo Gastaldi, militare e aviatore italiano († 1941)
- 1910 - Mario Luciolli, diplomatico italiano († 1988)
- 1910 - Gastone Nencioni, politico italiano († 1985)
- 1910 - Viktors Vizla, calciatore lettone († 1971)
- 1911 - Michail Drujan, direttore della fotografia sovietico († 2000)
- 1911 - Francesco Fedeli, pittore italiano († 1998)
- 1911 - Ruža Petrović, partigiana e antifascista croata († 1958)
- 1911 - Bruno Tattanelli, generale e aviatore italiano († 2012)
- 1912 - Papa Giovanni Paolo I, papa, vescovo cattolico e cardinale italiano († 1978)
- 1912 - Jože Udovič, poeta e traduttore sloveno († 1986)
- 1912 - John Wiethe, giocatore di football americano, cestista e allenatore di pallacanestro statunitense († 1989)
- 1912 - Oleksij Zaryc'kyj, presbitero ucraino († 1963)
- 1913 - Edi Bär, compositore, sassofonista e clarinettista svizzero († 2008)
- 1913 - Eugen Dobrogeanu, ufficiale rumeno († 1992)
- 1913 - Robert Lowery, attore statunitense († 1971)
- 1913 - Alessandro Lattuada, calciatore e allenatore di calcio italiano
- 1913 - Marian Marsh, attrice statunitense († 2006)
- 1913 - Ernest Morris, regista inglese († 1987)
- 1913 - Gisella Passarelli, giornalista, poetessa e scrittrice italiana († 2010)
- 1913 - Julian Wintle, produttore cinematografico e produttore televisivo britannico († 1980)
- 1914 - Gabre Gabric, discobola italiana († 2015)
- 1914 - Vladimír Novotný, direttore della fotografia ceco († 1997)
- 1914 - Elli Parvo, attrice italiana († 2010)
- 1914 - Simon Ramsay, XVI conte di Dalhousie, nobile e politico scozzese († 1999)
- 1914 - Jerry Siegel, fumettista statunitense († 1996)
- 1914 - Venzo Vannini, cestista e allenatore di pallacanestro italiano († 1998)
- 1915 - Arthur Miller, drammaturgo, scrittore e giornalista statunitense († 2005)
- 1916 - José López Rega, politico e poliziotto argentino († 1989)
- 1917 - Mak Dizdar, poeta jugoslavo († 1971)
- 1917 - Marsha Hunt, attrice statunitense († 2022)
- 1917 - Aimo Koivunen, militare finlandese († 1989)
- 1917 - Norman Leyden, direttore d'orchestra, compositore e arrangiatore statunitense († 2014)
- 1917 - Sumner Locke Elliott, scrittore, commediografo e sceneggiatore australiano († 1991)
- 1917 - Jakov Fedotovič Pavlov, militare sovietico († 1981)
- 1917 - Bruno Rodella, militare e antifascista italiano († 1944)
- 1918 - Mack Ray Edwards, serial killer statunitense († 1971)
- 1918 - Otello Formigli, allenatore di pallacanestro italiano († 1989)
- 1918 - Rita Hayworth, attrice, ballerina e cantante statunitense († 1987)
- 1918 - Art Spector, cestista e allenatore di pallacanestro statunitense († 1987)
- 1918 - Ralph Wilson Jr., dirigente sportivo statunitense († 2014)
- 1919 - Carlo Benelli, calciatore italiano († 1994)
- 1919 - Isaak Markovič Chalatnikov, fisico sovietico († 2021)
- 1919 - Ismail Chirine, militare, diplomatico e politico egiziano († 1994)
- 1919 - Zhao Ziyang, politico cinese († 2005)
- 1920 - Montgomery Clift, attore statunitense († 1966)
- 1920 - Miguel Delibes, scrittore spagnolo († 2010)
- 1920 - Per Figved, calciatore norvegese († 1986)
- 1920 - Rudolf Hrušínský, attore ceco († 1994)
- 1920 - Leopold Mikolasch, calciatore austriaco († 1964)
- 1920 - Zully Moreno, attrice argentina († 1999)
- 1920 - Muhammad Nur al-Din Isma'il, imam egiziano
- 1920 - Sauveur Rodriguez, calciatore francese († 2013)
- 1920 - Jann Sørdahl, calciatore norvegese († 1996)
- 1920 - Jean Trent, attrice statunitense († 2005)
- 1921 - Marija Gorochovskaja, ginnasta sovietica († 2001)
- 1921 - Josef Hronek, calciatore cecoslovacco († 2004)
- 1921 - Henri Lemaître, arcivescovo cattolico belga († 2003)
- 1921 - George Mackay Brown, scrittore e poeta scozzese († 1996)
- 1921 - Dion Ørnvold, calciatore danese († 2006)
- 1921 - Tom Poston, attore statunitense († 2007)
- 1922 - Arrigo Arrighetti, architetto e urbanista italiano († 1989)
- 1922 - Luiz Bonfá, chitarrista, compositore e cantante brasiliano († 2001)
- 1922 - Giuseppe Orlandini, regista e sceneggiatore italiano
- 1922 - Pietro Piovani, filosofo italiano († 1980)
- 1922 - Angel Wagenstein, scrittore e regista bulgaro († 2023)
- 1922 - Audrey Westphal, attrice e ballerina statunitense († 1999)
- 1923 - Giulio Fioravanti, baritono italiano († 1999)
- 1923 - Henryk Roman Gulbinowicz, cardinale e arcivescovo cattolico polacco († 2020)
- 1923 - Apostol Karamitev, attore bulgaro († 1973)
- 1923 - Barney Kessel, chitarrista e compositore statunitense († 2004)
- 1923 - Giorgio Ravaz, partigiano italiano († 1944)
- 1923 - Maurice Wiles, presbitero e teologo britannico († 2005)
- 1924 - Don Coryell, allenatore di football americano statunitense († 2010)
- 1924 - Giacomo Mari, calciatore italiano († 1991)
- 1924 - Rolando Panerai, baritono e regista teatrale italiano († 2019)
- 1924 - Muhammad Osman Said, politico libico († 2007)
- 1924 - Ülo Sooster, artista estone († 1970)
- 1925 - Len Graham, calciatore nordirlandese († 2007)
- 1925 - Antonio Sbardella, calciatore, arbitro di calcio e dirigente sportivo italiano († 2002)
- 1926 - Julie Adams, attrice statunitense († 2019)
- 1926 - Archie Duncan, storico scozzese († 2017)
- 1926 - Beverly Garland, attrice statunitense († 2008)
- 1926 - Karl Gordon Henize, astronomo e astronauta statunitense († 1993)
- 1926 - Roberto Lippi, pilota automobilistico italiano († 2011)
- 1926 - Amedeo Massari, editore italiano († 1998)
- 1926 - Reidar Sundby, calciatore norvegese († 2014)
- 1927 - Albert Falco, naturalista francese († 2012)
- 1927 - Friedrich Hirzebruch, matematico tedesco († 2012)
- 1927 - Paul Pimsleur, linguista statunitense († 1976)
- 1927 - Delia Salvi, attrice, docente e scrittrice statunitense († 2015)
- 1927 - Antonio Torrisi, politico italiano († 1988)
- 1928 - Don Collier, attore statunitense († 2021)
- 1928 - Gabriella Folliero, ex cestista italiana
- 1928 - Giovanni Francesco Pala, vescovo cattolico e teologo italiano († 1987)
- 1929 - Paddy Ambrose, allenatore di calcio e calciatore irlandese († 2002)
- 1929 - Julio Bernad, calciatore spagnolo († 2014)
- 1929 - Orlando Dipiazza, compositore e direttore di coro italiano († 2013)
- 1929 - Claudio G. Fava, critico cinematografico, critico televisivo e giornalista italiano († 2014)
- 1929 - Stane Krstulović, calciatore jugoslavo († 2012)
- 1929 - Ezra Ted Newman, fisico statunitense († 2021)
- 1929 - Éliane Savelli, ex cestista francese
- 1929 - Mário Wilson, allenatore di calcio e calciatore portoghese († 2016)
- 1930 - Freimut Börngen, astronomo tedesco († 2021)
- 1930 - Angelo Paccagnini, compositore italiano († 1999)
- 1930 - László Szőke, calciatore ungherese († 2014)
- 1930 - Karl-Wilhelm Welwei, storico tedesco († 2013)
- 1931 - José Alencar, politico brasiliano († 2011)
- 1931 - Ralph O'Donnell, calciatore inglese († 2011)
- 1931 - René Pirolley, nuotatore francese († 2013)
- 1931 - Fabio Soldaini, calciatore italiano († 2012)
- 1932 - Paul Anderson, sollevatore, strongman e powerlifter statunitense († 1994)
- 1932 - Silvio Franchi, calciatore italiano († 2022)
- 1932 - William J. Hughes, politico statunitense († 2019)
- 1932 - Dick Rodenheiser, ex hockeista su ghiaccio statunitense
- 1932 - Daniel-Ange, religioso, presbitero e scrittore belga
- 1933 - Giorgio Ambrosoli, avvocato italiano († 1979)
- 1933 - William Anders, astronauta, generale e funzionario statunitense († 2024)
- 1933 - Robert Barnhart, lessicografo statunitense († 2007)
- 1933 - Frank Beattie, allenatore di calcio e calciatore scozzese († 2009)
- 1933 - James W. Sire, scrittore e editore statunitense († 2018)
- 1933 - Sœur Sourire, religiosa e cantante belga († 1985)
- 1933 - Franco Vittoni, ex calciatore italiano
- 1934 - Frank Blunstone, allenatore di calcio e ex calciatore inglese
- 1934 - Jevhen Čerepovs'kyj, schermidore sovietico († 1994)
- 1934 - Alan Garner, scrittore inglese
- 1934 - Johnny Haynes, calciatore inglese († 2005)
- 1934 - Digne Meller Marcovicz, fotoreporter, giornalista e regista tedesca († 2014)
- 1934 - Rico Rodriguez, trombonista giamaicano († 2015)
- 1934 - Jörg Schlaich, ingegnere tedesco († 2021)
- 1934 - Der Scutt, architetto e designer statunitense († 2010)
- 1935 - Michael Eavis, inglese
- 1935 - Maria Vicol, schermitrice rumena († 2015)
- 1936 - Hazem al-Beblawi, economista e politico egiziano
- 1936 - Giovanni Battista Lanzani, giornalista italiano († 2013)
- 1936 - Hiroo Kanamori, geofisico e sismologo giapponese
- 1936 - Savva Jakovlevič Kuliš, regista sovietico († 2001)
- 1936 - Santiago Navarro, cestista spagnolo († 1993)
- 1936 - Renato Pelizzoni, ciclista su strada italiano († 2020)
- 1936 - Learco Saporito, politico italiano († 2016)
- 1936 - Klaus Schulze, ex pallanuotista tedesco orientale
- 1936 - Jørn Sørensen, ex calciatore danese
- 1936 - Imre Vizi, matematico e cestista rumeno († 2020)
- 1936 - Peter Wespe, ex calciatore svizzero
- 1937 - Svein Johannessen, scacchista norvegese († 2007)
- 1937 - Peter Nilson, scrittore svedese († 1998)
- 1937 - Cliff Portwood, calciatore inglese († 2012)
- 1937 - Renato Prada Oropeza, scrittore e critico letterario messicano († 2011)
- 1937 - Foday Sankoh, guerrigliero sierraleonese († 2003)
- 1937 - Vasco Tagliavini, calciatore, allenatore di calcio e allenatore di calcio a 5 italiano († 2019)
- 1937 - Paxton Whitehead, attore britannico († 2023)
- 1937 - Yoshio Taniguchi, architetto giapponese († 2024)
- 1938 - António Calvário, cantante e attore portoghese
- 1938 - Lorraine Crapp, ex nuotatrice australiana
- 1938 - Evel Knievel, stuntman statunitense († 2007)
- 1938 - Marita Lindahl, modella finlandese († 2017)
- 1938 - Mengálvio, ex calciatore brasiliano
- 1938 - Les Murray, poeta e scrittore australiano († 2019)
- 1938 - Franco Rivara, ex calciatore italiano
- 1938 - Fred Tisue, ex pallanuotista e nuotatore statunitense
- 1939 - Yvon Duhamel, pilota motociclistico canadese († 2021)
- 1939 - Reiner Goldberg, tenore tedesco († 2023)
- 1939 - Torsten Hallman, pilota motociclistico svedese
- 1939 - Helen Sager, fotografa, pittrice e insegnante svizzera
- 1940 - Paolo Armaroli, politico italiano
- 1940 - Daniel Eral, ex calciatore peruviano
- 1940 - Harry Heijnen, calciatore olandese († 2015)
- 1940 - Stephen Kovacevich, pianista e direttore d'orchestra statunitense
- 1940 - Baron von Raschke, ex wrestler statunitense
- 1940 - Jim Smith, calciatore, allenatore di calcio e dirigente sportivo inglese († 2019)
- 1941 - Viden Apostolov, calciatore bulgaro († 2020)
- 1941 - Pierluigi Ciocca, banchiere e economista italiano
- 1941 - Earl Thomas Conley, cantautore statunitense († 2019)
- 1941 - Cencio Mantovani, ciclista su strada e pistard italiano († 1989)
- 1941 - Bill Minkin, attore e cantante statunitense
- 1941 - Axel Wahlberg, schermidore svedese († 1961)
- 1942 - Francesco Barbalace, politico italiano
- 1942 - Jean-Pierre Dogliani, allenatore di calcio e calciatore francese († 2003)
- 1942 - Steve Jones, cestista statunitense († 2017)
- 1942 - Erhard Mielenhausen, economista tedesco
- 1942 - Kelly Monteith, comico, showman e scenografo statunitense († 2023)
- 1942 - José Antonio Urtiaga, calciatore spagnolo († 2024)
- 1943 - Henry Ramos Allup, politico venezuelano
- 1943 - Antonio Roberto Cabrera, calciatore argentino († 2021)
- 1943 - Jeff Congdon, ex cestista statunitense
- 1943 - Franco Corbella, karateka, maestro di karate e dirigente sportivo italiano († 2023)
- 1943 - Gabriele Muresu, storico della letteratura italiano
- 1943 - Michael Reeves, regista e sceneggiatore britannico († 1969)
- 1943 - Margie Sudre, politica francese
- 1944 - Werner Asam, attore, regista e sceneggiatore tedesco
- 1944 - Cesare Gasperoni, politico sammarinese
- 1944 - Marilyn White, ex velocista statunitense
- 1945 - Arrigo Cavallina, ex terrorista italiano
- 1945 - Clive Clerk, attore, ballerino e pittore statunitense († 2005)
- 1945 - Elizeu Antônio Vinagre Ferreira de Godoy, allenatore di calcio e ex calciatore brasiliano
- 1945 - Graça Machel, politica e avvocato mozambicana
- 1946 - Luciano Bartoli, attore italiano († 2019)
- 1946 - Milan Dekleva, scrittore, poeta e commediografo sloveno
- 1946 - Jan Kavan, diplomatico e politico ceco
- 1946 - Akira Kushida, cantante giapponese
- 1946 - Vito Li Causi, politico italiano († 2015)
- 1946 - Cameron Mackintosh, produttore teatrale e impresario teatrale britannico
- 1946 - Adam Michnik, saggista, editore e politico polacco
- 1946 - Russell Riches, cestista australiano († 2016)
- 1946 - Faliero Rosati, sceneggiatore e regista cinematografico italiano
- 1946 - Sergio Sabattini, politico italiano
- 1946 - Bob Seagren, ex astista e attore statunitense
- 1946 - Viktor Tret'jakov, violinista, insegnante e direttore d'orchestra russo
- 1947 - Gaudenz Beeli, bobbista svizzero
- 1947 - Valdir Espinosa, allenatore di calcio brasiliano († 2020)
- 1947 - Simi Garewal, attrice, regista e conduttrice televisiva indiana
- 1947 - Gene Green, politico statunitense
- 1947 - Margo Jefferson, scrittrice e giornalista statunitense
- 1947 - Michael McKean, attore e musicista statunitense
- 1947 - Antonio Salutini, ex ciclista su strada e dirigente sportivo italiano
- 1947 - Roberto Stefanello, ex calciatore italiano
- 1947 - Ross Wales, ex nuotatore statunitense
- 1948 - Reinhold Behr, ex schermidore tedesco
- 1948 - Francis Burns, ex calciatore scozzese
- 1948 - Osvaldo Castro, ex calciatore cileno
- 1948 - Robert Jordan, scrittore statunitense († 2007)
- 1948 - Margot Kidder, attrice canadese († 2018)
- 1948 - Maria Luisa Magagnoli, scrittrice, giornalista e curatore editoriale italiana
- 1948 - Takeshi Naito, karateka e maestro di karate giapponese
- 1948 - George Wendt, attore statunitense († 2025)
- 1949 - Owen Arthur, politico barbadiano († 2020)
- 1949 - Philippe Daverio, storico dell'arte, critico d'arte e conduttore televisivo italiano († 2020)
- 1949 - Göran Färm, politico svedese
- 1949 - Angelo Girardi, musicista, bassista e chitarrista italiano
- 1949 - Kim U-gil, ex pugile nordcoreano
- 1949 - Kerr Neilson, imprenditore australiano
- 1949 - Danilo Rigosa, musicista e cantante lirico italiano
- 1949 - Geoffrey Sax, regista britannico
- 1949 - Russell Simon, ex cestista australiano
- 1950 - Philippe Barbarin, cardinale e arcivescovo cattolico francese
- 1950 - Jordan Bikov, ex sollevatore bulgaro
- 1950 - Tommaso Caputo, arcivescovo cattolico italiano
- 1950 - Stojan Delčev, ex ginnasta bulgaro
- 1950 - Ricardo Fontana, ex calciatore argentino
- 1950 - Richard Forlán, ex calciatore uruguaiano
- 1950 - Donata Gottardi, politica italiana
- 1950 - Erich Kühnhackl, ex hockeista su ghiaccio tedesco
- 1950 - Wally Lamb, scrittore statunitense
- 1950 - Emilia Lodigiani, editrice italiana
- 1950 - Silvano Mattesini, architetto, insegnante e scrittore italiano († 2023)
- 1950 - Shiro Nakamura, designer giapponese
- 1950 - Richard Nelson, drammaturgo, librettista e sceneggiatore statunitense
- 1950 - Sandra Reemer, cantante olandese († 2017)
- 1950 - Howard Rollins, attore statunitense († 1996)
- 1950 - Mike Synar, politico e avvocato statunitense († 1996)
- 1950 - Michael Tolkin, sceneggiatore, regista e scrittore statunitense
- 1951 - Annie Borckink, ex pattinatrice di velocità su ghiaccio olandese
- 1951 - Roger Pontare, cantante svedese
- 1951 - Prabowo Subianto, imprenditore e politico indonesiano
- 1952 - Teco Celio, attore svizzero
- 1952 - Patti Cohenour, attrice e soprano statunitense
- 1952 - Maurizio Giammarco, sassofonista, compositore e arrangiatore italiano
- 1952 - Marinella, cantante e showgirl italiana
- 1952 - Roscoe Pondexter, ex cestista statunitense
- 1953 - Joseph Bowie, trombonista statunitense
- 1953 - Uki Goñi, giornalista e scrittore argentino
- 1953 - Edoardo Patriarca, politico italiano
- 1953 - Domenico Penzo, ex calciatore italiano
- 1954 - Maciej Berbeka, alpinista polacco († 2013)
- 1954 - René Botteron, ex calciatore svizzero
- 1954 - Mark Herman, regista e sceneggiatore britannico
- 1954 - Gianni Lamagna, cantante, attore e musicista italiano
- 1954 - Daniela Poggi, attrice e conduttrice televisiva italiana
- 1954 - Susan Stroman, regista, coreografa e attrice statunitense
- 1955 - Sam Bottoms, attore e produttore cinematografico statunitense († 2008)
- 1955 - Mike Bratz, ex cestista, allenatore di pallacanestro e dirigente sportivo statunitense
- 1955 - Teresa Lonero, ex calciatrice italiana
- 1955 - Kerry James Marshall, artista e pittore statunitense
- 1955 - Bruno Oberhammer, dirigente sportivo, allenatore di sci alpino e ex sciatore alpino italiano
- 1955 - Smita Patil, attrice indiana († 1986)
- 1955 - Trond Sirevåg, allenatore di calcio e ex calciatore norvegese
- 1955 - Tommy Warchol, allenatore di calcio e ex calciatore norvegese
- 1955 - Elisa Ferreira, economista e politica portoghese
- 1956 - Mae Jemison, ex astronauta, ingegnera e medico statunitense
- 1956 - Arturo Jáuregui Peña, calciatore cileno († 2023)
- 1956 - Pat McCrory, politico statunitense
- 1956 - Antal Nagy, ex calciatore ungherese
- 1956 - Bernd Olbricht, ex canoista tedesco
- 1956 - Guy Stéphan, allenatore di calcio e ex calciatore francese
- 1957 - Eleutheria Arvanitakī, cantante greca
- 1957 - Lawrence Bender, produttore cinematografico statunitense
- 1957 - Antonio Galdo, giornalista e scrittore italiano
- 1957 - Bill Mayfield, ex cestista statunitense
- 1957 - Steve McMichael, wrestler, giocatore di football americano e allenatore di football americano statunitense († 2025)
- 1957 - Pino Palladino, bassista, compositore e produttore discografico britannico
- 1957 - Paul Sereno, paleontologo statunitense
- 1957 - Marek Seweryn, ex sollevatore polacco
- 1957 - Mario Spallino, attore italiano
- 1957 - Vincent Van Patten, ex tennista e attore statunitense
- 1957 - Aleksandr Xapsalïs, ex calciatore sovietico
- 1958 - Enzo Bernardini, generale italiano
- 1958 - Dušan Borko, ex calciatore cecoslovacco
- 1958 - Alan Jackson, cantautore statunitense
- 1958 - Andrea Montanari, giornalista italiano
- 1958 - Giancarlo Padovan, giornalista, scrittore e allenatore di calcio italiano
- 1958 - Michael Quigley, politico statunitense
- 1958 - Nick Sandberg, ex calciatore norvegese
- 1958 - Gianmaria Testa, cantautore italiano († 2016)
- 1958 - Chyi Yu, cantante taiwanese
- 1959 - Francisco Flores Pérez, politico salvadoregno († 2016)
- 1959 - Ameenah Gurib, politica mauriziana
- 1959 - Cristina Jacob, regista romena
- 1959 - Norm Macdonald, comico, sceneggiatore e attore canadese († 2021)
- 1959 - Corrado Merli, ex calciatore italiano
- 1959 - Ronald Schilp, ex cestista olandese
- 1959 - Patricia Van Doren, ex cestista belga
- 1960 - Nicola Calathopoulos, giornalista e scrittore italiano
- 1960 - Matteo Silva, artista e compositore italiano
- 1960 - Duccio Forzano, regista e autore televisivo italiano
- 1960 - John Haggerty, musicista statunitense
- 1960 - Guy Henry, attore inglese
- 1960 - Antonio La Penna, ex lottatore italiano
- 1960 - Pilar Marín, ex cestista spagnola
- 1960 - Rob Marshall, regista e coreografo statunitense
- 1960 - Tom Piotrowski, ex cestista statunitense
- 1960 - Marco Ricci, cestista italiano († 2024)
- 1960 - Jamshied Sharifi, musicista, compositore e produttore discografico iraniano
- 1960 - Maurizio Vallone, poliziotto italiano
- 1960 - Inge van der Veen, ex cestista olandese
- 1960 - Hartmut Weber, ex velocista tedesco
- 1961 - Cheri Bustos, politica statunitense
- 1961 - Juan Carlos Campo, giudice e politico spagnolo
- 1961 - Alberto Castellani, ex arbitro di calcio italiano
- 1961 - Mike De Palmer, tennista statunitense († 2021)
- 1961 - Patrick Duijzings, ex calciatore e ex giocatore di calcio a 5 olandese
- 1961 - Alain Eyobo, ex calciatore camerunese
- 1961 - Joseph Jouthe, politico haitiano
- 1961 - Danny Kamuchira, ex giocatore di calcio a 5 zimbabwese
- 1961 - Vaclavas Kidykas, ex discobolo lituano
- 1961 - Kim Kyung-ho, ex calciatore sudcoreano
- 1961 - Philippe Perret, ex calciatore svizzero
- 1961 - Riccardo Polizzy Carbonelli, attore e doppiatore italiano
- 1961 - Metella Raboni, costumista italiana
- 1961 - Lanfranco Tenaglia, ex magistrato e politico italiano
- 1961 - Marcos Vinicius, chitarrista e compositore brasiliano
- 1962 - Juan Ávalos, ex giocatore di calcio a 5 argentino
- 1962 - John Dorge, ex cestista e allenatore di pallacanestro australiano
- 1962 - Tony Finnigan, ex calciatore inglese
- 1962 - Paul Horan, vescovo cattolico e missionario irlandese
- 1962 - Jay Humphries, ex cestista e allenatore di pallacanestro statunitense
- 1962 - Mark Ibold, musicista statunitense
- 1962 - Mike Judge, animatore, produttore televisivo e doppiatore statunitense
- 1962 - Yvon Pouliquen, allenatore di calcio e ex calciatore francese
- 1962 - Sabine Snauweaert, ex cestista belga
- 1963 - Marco Bigliazzi, regista, scrittore e animatore italiano († 2023)
- 1963 - Rossana Campo, scrittrice italiana
- 1963 - Stefan Eriksson, ex tennista svedese
- 1963 - Sergio Goycochea, ex calciatore argentino
- 1963 - Roberto Mattioli, conduttore televisivo e conduttore radiofonico italiano
- 1963 - Toby Young, giornalista britannico
- 1964 - Tony Brown, ex cestista statunitense
- 1964 - Francesco Cataldo, attore, doppiatore e conduttore radiofonico italiano
- 1964 - David Cromer, regista teatrale e attore statunitense
- 1964 - Dale Derkatch, ex hockeista su ghiaccio canadese
- 1964 - Richard Garth Henning, arcivescovo cattolico statunitense
- 1965 - Alessandro Antonello, dirigente d'azienda e dirigente sportivo italiano
- 1965 - Francesco Basentini, magistrato e dirigente pubblico italiano
- 1965 - Sanjay Kapoor, attore e produttore cinematografico indiano
- 1965 - Mirko Pavličević, ex calciatore croato
- 1965 - Andrea Pozza, pianista italiano
- 1965 - Girolamo Turano, politico italiano
- 1965 - Cecilia Wikström, politica, religiosa e teologa svedese
- 1966 - Danny Ferry, dirigente sportivo e ex cestista statunitense
- 1966 - Mark Gatiss, attore e sceneggiatore britannico
- 1966 - Gavin Johnson, ex rugbista a 15 sudafricano
- 1966 - Francesco Miccichè, regista e sceneggiatore italiano
- 1966 - Jürgen Rollmann, allenatore di calcio, dirigente sportivo e ex calciatore tedesco
- 1966 - Tomislav Steinbrückner, allenatore di calcio e ex calciatore croato
- 1966 - Jens Zemke, dirigente sportivo e ex ciclista su strada tedesco
- 1966 - Mário Antônio da Silva, arcivescovo cattolico brasiliano
- 1967 - Pampos Christodoulou, allenatore di calcio e ex calciatore cipriota
- 1967 - René Dif, musicista, cantante e attore danese
- 1967 - David Engel, ex tennista svedese
- 1967 - Mark Franchetti, giornalista britannico
- 1967 - Pedro González Vera, ex calciatore cileno
- 1967 - Dmitrij Peskov, politico e diplomatico russo
- 1967 - Aneta Pătrășcoiu, ex nuotatrice romena
- 1967 - Ilie Stan, allenatore di calcio e ex calciatore rumeno
- 1967 - Nathalie Tauziat, ex tennista francese
- 1967 - Marianne Werdel, ex tennista statunitense
- 1967 - Allen West, chitarrista statunitense
- 1968 - Alejandra Ávalos, cantautrice e attrice messicana
- 1968 - Marcu Biancarelli, scrittore francese
- 1968 - Rodolfo Cardoso, allenatore di calcio e ex calciatore argentino
- 1968 - Linda Godby, ex cestista statunitense
- 1968 - Jason Hewett, ex rugbista a 15, allenatore di rugby a 15 e imprenditore neozelandese
- 1968 - Graeme Le Saux, ex calciatore inglese
- 1968 - Ziggy Marley, cantante e chitarrista giamaicano
- 1968 - Matthias Matschke, attore tedesco
- 1968 - David Robertson, allenatore di calcio e ex calciatore scozzese
- 1968 - Jan Sopko, ex calciatore ceco
- 1968 - Luc Terlinden, arcivescovo cattolico belga
- 1968 - William, ex calciatore brasiliano
- 1969 - Barrie Bates, giocatore di freccette gallese
- 1969 - Fabio Bellini, scacchista italiano
- 1969 - Oberdan Biagioni, allenatore di calcio e ex calciatore italiano
- 1969 - Gianpaolo Bottacin, politico italiano
- 1969 - Joe Courtney, ex cestista statunitense
- 1969 - Cecilia Dazzi, attrice italiana
- 1969 - Kianna Dior, attrice pornografica canadese
- 1969 - Mladen Dodić, allenatore di calcio serbo
- 1969 - Ernie Els, golfista sudafricano
- 1969 - Jesús Ángel García, marciatore spagnolo
- 1969 - Wood Harris, attore statunitense
- 1969 - Thoralf Heimdal, ex fondista norvegese
- 1969 - Wyclef Jean, rapper e chitarrista haitiano
- 1969 - Øyvind Mellemstrand, ex calciatore norvegese
- 1969 - Elina Vettenranta, cantante finlandese
- 1970 - Jean-Paul de Jong, allenatore di calcio e ex calciatore olandese
- 1970 - J. C. MacKenzie, attore canadese
- 1970 - Marciano Vink, ex calciatore olandese
- 1971 - Katia Colturi, commentatrice televisiva e ex pattinatrice di short track italiana
- 1971 - Martin Heinrich, politico statunitense
- 1971 - Chris Kirkpatrick, cantante, ballerino e attore statunitense
- 1971 - Jiří Lerch, allenatore di calcio e ex calciatore ceco
- 1971 - Henry McMillian, ex giocatore di football americano statunitense
- 1971 - Patrick Ness, scrittore e sceneggiatore statunitense
- 1971 - Derrick Plourde, batterista statunitense († 2005)
- 1971 - Blues Saraceno, chitarrista, compositore e produttore discografico statunitense
- 1971 - Pablo Verón, ballerino argentino
- 1971 - Andy Whitfield, attore e modello britannico († 2011)
- 1971 - Gustavo Adrian Zito, giocatore di biliardo italiano
- 1972 - Cameron Baerg, ex canottiere canadese
- 1972 - Karin Lambrigger, ex sciatrice alpina svizzera
- 1972 - Sharon Leal, attrice e cantante statunitense
- 1972 - Natxo Lezkano, allenatore di pallacanestro spagnolo
- 1972 - Jari Lipponen, ex arciere finlandese
- 1972 - Eminem, rapper, produttore discografico e attore statunitense
- 1972 - Musashi, kickboxer giapponese
- 1972 - Tarkan, cantante turco
- 1973 - Andrea Ferrario, sassofonista italiano
- 1973 - Rubén Garcés, ex cestista panamense
- 1973 - Dario Parrini, politico italiano
- 1973 - Daniele Pesco, politico italiano
- 1973 - Marcus Phillips, ex calciatore inglese
- 1973 - Fernando Regulés, ex calciatore argentino
- 1973 - Sergio Salazar, ex pentatleta messicano
- 1973 - Nick Stiles, ex rugbista a 15 e allenatore di rugby a 15 australiano
- 1973 - Andrea Tarozzi, allenatore di calcio e ex calciatore italiano
- 1973 - Marc Zellweger, ex calciatore svizzero
- 1974 - Tawona Alhaleem, ex cestista statunitense
- 1974 - Banksy, artista e writer britannico
- 1974 - Emerson Burton, tastierista finlandese
- 1974 - Sonia Dibona, giocatrice di curling italiana
- 1974 - Savatheda Fynes, velocista bahamense
- 1974 - Lerma Gabito, ex lunghista e velocista filippina
- 1974 - Ján Krošlák, ex tennista slovacco
- 1974 - Matthew Macfadyen, attore britannico
- 1974 - Darío Sala, ex calciatore argentino
- 1974 - Myroslav Slabošpyc'kyj, regista e sceneggiatore ucraino
- 1974 - Yurina Suárez, schermitrice cubana
- 1975 - Roberto Angelini, cantautore e chitarrista italiano
- 1975 - Stewart Bola, ex calciatore figiano
- 1975 - Anne Kremer, allenatrice di tennis e ex tennista lussemburghese
- 1975 - Marcin Nowak, chitarrista, bassista e compositore polacco
- 1975 - Despoina Olympiou, cantante cipriota
- 1975 - Safet Osja, ex calciatore albanese
- 1975 - Samuel Slovák, allenatore di calcio e ex calciatore slovacco
- 1975 - Radek Sňozík, ex calciatore ceco
- 1975 - Adrián Terrazas González, musicista messicano
- 1975 - McLain Ward, cavaliere statunitense
- 1976 - Sebastián Abreu, allenatore di calcio e ex calciatore uruguaiano
- 1976 - Giōrgos Afroudakīs, pallanuotista greco
- 1976 - Keith Carter, ex cestista statunitense
- 1976 - Ben Darwin, ex rugbista a 15 e allenatore di rugby a 15 australiano
- 1976 - Nil Karaibrahimgil, cantautrice turca
- 1976 - Kōnstantinos Kompos, politico cipriota
- 1976 - Rauf Mehdiyev, ex calciatore azero
- 1976 - Matilde Politi, cantautrice italiana
- 1976 - Michele Posa, telecronista sportivo, scrittore e youtuber italiano
- 1976 - Brooke Richards, modella e attrice statunitense
- 1976 - Kjartan Salvesen, cantante norvegese
- 1976 - Panagiōtīs Spyrou, ex calciatore cipriota
- 1976 - Fabri Fibra, rapper italiano
- 1976 - Tataee, rapper rumeno
- 1977 - Rory Allen, ex calciatore inglese
- 1977 - Dudu Aouate, ex calciatore israeliano
- 1977 - Alimi Ballard, attore statunitense
- 1977 - Walter Calderón, ex calciatore ecuadoriano
- 1977 - Noureddine Kacemi, ex calciatore marocchino
- 1977 - Ryan McGinley, fotografo statunitense
- 1977 - Laura Regan, attrice canadese
- 1977 - Biljana Topić, triplista serba
- 1977 - André Villas-Boas, dirigente sportivo portoghese
- 1977 - Stephen Wooldridge, pistard australiano († 2017)
- 1977 - Manuela Zanchi, ex pallanuotista italiana
- 1978 - Milagros Cabral, pallavolista dominicana
- 1978 - Isabel Díaz Ayuso, politica e giornalista spagnola
- 1978 - Alireza Farshi, informatico e attivista iraniano
- 1978 - Jerry Flannery, ex rugbista a 15, allenatore di rugby a 15 e preparatore atletico irlandese
- 1978 - Lars Hirschfeld, ex calciatore canadese
- 1978 - Pablo Iglesias Turrión, politologo e politico spagnolo
- 1978 - Erin Karpluk, attrice canadese
- 1978 - Tatiana Lisanti, giornalista e conduttrice televisiva italiana
- 1978 - Kevin Lisbie, ex calciatore giamaicano
- 1978 - Simone Prutsch, giocatrice di badminton austriaca
- 1978 - Sandro Schwarz, allenatore di calcio e ex calciatore tedesco
- 1978 - Ági Szalóki, cantante ungherese
- 1979 - Marcela Bovio, cantante e violinista messicana
- 1979 - Khalid Darwish, calciatore emiratino
- 1979 - Jerrold Pete Mangliwan, atleta paralimpico filippino
- 1979 - Guido Meini, dirigente sportivo e ex cestista italiano
- 1979 - Abdiel Mendieta, ex cestista panamense
- 1979 - Alexandros Nikolaidīs, taekwondoka greco († 2022)
- 1979 - Alix Popham, rugbista a 15 britannico
- 1979 - Kimi Räikkönen, ex pilota automobilistico, ex pilota di rally e dirigente sportivo finlandese
- 1979 - Deanna Russo, attrice statunitense
- 1979 - John Thorrington, dirigente sportivo e ex calciatore statunitense
- 1979 - Kōstas Tsartsarīs, ex cestista e allenatore di pallacanestro greco
- 1980 - Simone Angelini, fumettista, illustratore e animatore italiano
- 1980 - José Argote, arbitro di calcio venezuelano
- 1980 - Barbara Bolzan, scrittrice e illustratrice italiana
- 1980 - Nicholas Britell, compositore, pianista e produttore cinematografico statunitense
- 1980 - Michela Di Biase, politica italiana
- 1980 - Ekaterina Gamova, ex pallavolista russa
- 1980 - Barbara Kleon, ex sciatrice alpina italiana
- 1980 - Sarah Lamb, ballerina statunitense
- 1980 - Tarell Alvin McCraney, drammaturgo e sceneggiatore statunitense
- 1980 - Debora Montanari, ex hockeista su ghiaccio italiana
- 1980 - Angel Parker, attrice e doppiatrice statunitense
- 1980 - Justin Shenkarow, attore e doppiatore statunitense
- 1980 - Sissy Wish, cantante norvegese
- 1981 - Anya Ayoung-Chee, modella trinidadiana
- 1981 - Gianluca Carlomagno, carabiniere italiano
- 1981 - Tyson Clabo, giocatore di football americano statunitense
- 1981 - Cameron Esposito, attrice statunitense
- 1981 - Steven Gray, ex calciatore irlandese
- 1981 - Jaylee Hodgson, ex calciatore montserratiano
- 1981 - Holly Holm, artista marziale mista, ex pugile e kickboxer statunitense
- 1981 - Chiquito, ballerino dominicano
- 1981 - Timo Ochs, ex calciatore tedesco
- 1981 - Ben Rothwell, artista marziale misto statunitense
- 1981 - Kris Slater, attore pornografico statunitense († 2021)
- 1982 - Marysa Baradji-Duchêne, schermitrice francese
- 1982 - Ahmed Daher, ex calciatore gibutiano
- 1982 - Kaitlin Leck, ex pallavolista statunitense
- 1982 - Marija Marković, scultrice serba
- 1982 - Jean-Felix Moupegnou, cestista della Repubblica del Congo
- 1982 - Yūko Ōga, ex cestista e allenatrice di pallacanestro giapponese
- 1982 - Rubén Ramírez, ex calciatore argentino
- 1982 - Marion Rolland, ex sciatrice alpina francese
- 1982 - Anna Tunnicliffe, velista statunitense
- 1983 - Michelle Ang, attrice neozelandese
- 1983 - Andrea Bondanini, nuotatore italiano
- 1983 - Pierre Bouby, ex calciatore francese
- 1983 - Cosima Coppola, attrice e danzatrice italiana
- 1983 - Aleksandr D'jačenko, ex ciclista su strada kazako
- 1983 - Sona Jobarteh, cantante e musicista gambiana
- 1983 - Felicity Jones, attrice britannica
- 1983 - Daniel Kajmakoski, cantautore macedone
- 1983 - James Lang, ex cestista statunitense
- 1983 - Fabrice Lapierre, lunghista australiano
- 1983 - Toshihiro Matsushita, ex calciatore giapponese
- 1983 - Jun'ichi Miyashita, ex nuotatore giapponese
- 1983 - Ivan Saenko, ex calciatore russo
- 1983 - Mitch Talbot, giocatore di baseball statunitense
- 1983 - Modesta Vžesniauskaitė, ex ciclista su strada lituana
- 1984 - Luise Amtsberg, politica tedesca
- 1984 - Chris Henry, ex rugbista a 15 britannico
- 1984 - Robert van der Horst, hockeista su prato olandese
- 1984 - Adeshina Lawal, calciatore nigeriano
- 1984 - Sami Lepistö, hockeista su ghiaccio finlandese
- 1984 - Chris Lowell, attore statunitense
- 1984 - Giovanni Marchese, allenatore di calcio e ex calciatore italiano
- 1984 - Shatta Wale, cantante ghanese
- 1984 - Randall Munroe, programmatore, fumettista e scrittore statunitense
- 1984 - Juan Quero, ex calciatore spagnolo
- 1984 - Avimiled Rivas, ex calciatore colombiano
- 1984 - Luke Rockhold, ex artista marziale misto statunitense
- 1984 - Tom Scott, divulgatore scientifico e youtuber britannico
- 1984 - Gottfrid Svartholm, informatico svedese
- 1984 - Jared Tallent, ex marciatore australiano
- 1984 - Aymeline Valade, supermodella e attrice francese
- 1985 - Kiril Akalski, ex calciatore bulgaro
- 1985 - Rok Biček, regista sloveno
- 1985 - Robin Bryntesson, ex fondista svedese
- 1985 - D Smoke, rapper statunitense
- 1985 - Roberta Fiandino, ex biatleta italiana
- 1985 - Steve Gansey, ex cestista e allenatore di pallacanestro statunitense
- 1985 - Mario Gil, ex calciatore cubano
- 1985 - Carlos González, giocatore di baseball venezuelano
- 1985 - Kellen Heard, giocatore di football americano statunitense
- 1985 - Max Irons, attore e modello britannico
- 1985 - Jin Ziwei, canottiera cinese
- 1985 - Collins John, ex calciatore liberiano
- 1985 - Baran Kosari, attrice iraniana
- 1985 - Christine Magnuson, nuotatrice statunitense
- 1985 - Salim Moizini, ex calciatore francese
- 1985 - Sara Moreira, mezzofondista e siepista portoghese
- 1985 - Tomokazu Nagira, ex calciatore giapponese
- 1985 - Krisztián Pogacsics, ex calciatore ungherese
- 1985 - Alex Price, attore britannico
- 1986 - Alexandre Bonnet, calciatore francese
- 1986 - Toni Bou, pilota motociclistico spagnolo
- 1986 - Sarah Bouhaddi, calciatrice francese
- 1986 - Aija Brumermane, cestista lettone
- 1986 - Ivan Catalano, politico italiano
- 1986 - Sam Foley, calciatore inglese
- 1986 - Luis Tinoco, ex calciatore portoghese
- 1986 - Simon Harris, politico irlandese
- 1986 - Michael de Leeuw, calciatore olandese
- 1986 - Mudimbi, rapper e cantautore italiano
- 1986 - Neve, artista italiano
- 1986 - Nicolás Richotti, cestista argentino
- 1986 - Roberto Sawyers, martellista costaricano
- 1986 - Marcedes Walker, ex cestista statunitense
- 1986 - Constant Djakpa, ex calciatore ivoriano
- 1987 - Anna Ascani, politica italiana
- 1987 - Əliyar Ağayev, arbitro di calcio azero
- 1987 - Jarosław Fojut, dirigente sportivo e ex calciatore polacco
- 1987 - Elliot Grandin, ex calciatore francese
- 1987 - Bea Alonzo, attrice e cantante filippina
- 1987 - Justin Robinson, cestista britannico
- 1987 - Hideto Takahashi, calciatore giapponese
- 1987 - Vitalij Vernydub, allenatore di calcio e ex calciatore ucraino
- 1987 - Iva Videnova, scacchista bulgara
- 1988 - Aina Aiba, doppiatrice, cantante e wrestler giapponese
- 1988 - Belal Mansoor Ali, mezzofondista bahreinita
- 1988 - Celeste Bissardella, ex hockeista su ghiaccio italiana
- 1988 - Donald Butler, giocatore di football americano statunitense
- 1988 - Sébastien Chardonnet, pilota di rally francese
- 1988 - Federico Colbertaldo, ex nuotatore italiano
- 1988 - Ivan Dorn, cantante e attore ucraino
- 1988 - Serhij Hladyr, ex cestista e allenatore di pallacanestro ucraino
- 1988 - Daniel Hérelle, calciatore francese
- 1988 - Dami Im, cantante australiana
- 1988 - Tōri Matsuzaka, attore e modello giapponese
- 1988 - Dramane Nikièma, calciatore burkinabè
- 1988 - Yūko Ōshima, attrice, cantante e modella giapponese
- 1988 - Matías Platero, hockeista su pista argentino
- 1988 - Marina Salas, attrice spagnola
- 1988 - Emma Samuelsson, schermitrice svedese
- 1988 - Kai Silbermann, ex giocatore di football americano tedesco
- 1988 - Sokhna Sy, ex cestista senegalese
- 1988 - Wallyson, calciatore brasiliano
- 1989 - Dwight Gayle, calciatore inglese
- 1989 - William Kyle Carpenter, militare statunitense
- 1989 - Eleonora Dalprà, ex hockeista su ghiaccio italiana
- 1989 - Miloš Dimić, cestista serbo
- 1989 - Gabriel Díaz, calciatore argentino
- 1989 - Horațiu Feșnic, arbitro di calcio rumeno
- 1989 - Oleksandr Isakov, nuotatore ucraino
- 1989 - Sophie Luck, attrice australiana
- 1989 - Alexandru Mățel, ex calciatore rumeno
- 1989 - Sosthene Moguenara, lunghista tedesca
- 1989 - Charles Oliveira, artista marziale misto brasiliano
- 1989 - Rihito Takarai, fumettista giapponese
- 1989 - Ritvars Rugins, ex calciatore lettone
- 1989 - Moussa Sao, calciatore francese
- 1989 - Marcos Antônio da Silva Gonçalves, calciatore brasiliano
- 1989 - David Timor, calciatore spagnolo
- 1989 - Lauren Wilkinson, canottiera canadese
- 1989 - Alex Young, cestista statunitense
- 1989 - Carlos Eduardo de Oliveira Alves, calciatore brasiliano
- 1990 - Diego Aguirre Parra, calciatore spagnolo
- 1990 - Marcelo Arévalo, tennista salvadoregno
- 1990 - Gonzalo Castillo, calciatore uruguaiano
- 1990 - Marius Copil, tennista romeno
- 1990 - Mist Edvardsdóttir, calciatrice islandese
- 1990 - Maica García Godoy, pallanuotista spagnola
- 1990 - Jelyzaveta Jas'ko, politica ucraina
- 1990 - Wilmar Jordán Gil, calciatore colombiano
- 1990 - Saki Kumagai, calciatrice giapponese
- 1990 - Patrick Lambie, ex rugbista a 15 sudafricano
- 1990 - Dora Madison, attrice statunitense
- 1990 - Rafael Montero, giocatore di baseball dominicano
- 1990 - Arisa Murata, sciatrice freestyle giapponese
- 1990 - Nnamdi Oduamadi, calciatore nigeriano
- 1990 - Natalie Spooner, hockeista su ghiaccio canadese
- 1990 - Joanna Vanderham, attrice britannica
- 1990 - Marley Watkins, calciatore gallese
- 1991 - Brenda Asnicar, attrice e cantante argentina
- 1991 - Callum Beattie, cantautore scozzese
- 1991 - Nicolás Coronel, rugbista a 15 e rugbista a 7 argentino
- 1991 - Tadej Ferme, cestista sloveno
- 1991 - Javier Güemez, calciatore messicano
- 1991 - Abdelkader Oueslati, ex calciatore francese
- 1991 - Vincent Landais, copilota di rally francese
- 1991 - Henry Romero, calciatore salvadoregno
- 1991 - Michael Smith, calciatore inglese
- 1991 - Volodymyr Tančyk, calciatore ucraino
- 1991 - Manu Trigueros, calciatore spagnolo
- 1991 - Billy Turner, giocatore di football americano statunitense
- 1991 - Rachel Watson, attrice australiana
- 1992 - Jacob Artist, attore e ballerino statunitense
- 1992 - Andrej Bogdanov, slittinista russo
- 1992 - Jakov Filipović, calciatore croato
- 1992 - Anthony Gill, cestista statunitense
- 1992 - Adam Marušić, calciatore montenegrino
- 1992 - Richaud Pack, cestista statunitense
- 1992 - Pietro Roffi, fisarmonicista e compositore italiano
- 1993 - Giulia Ambrosetti, calciatrice italiana
- 1993 - Eva Bartoňová, calciatrice e ex giocatrice di calcio a 5 ceca
- 1993 - Georgia Bell, mezzofondista britannica
- 1993 - Witney Carson, ballerina e personaggio televisivo statunitense
- 1993 - Cheng Chao-Tsun, giavellottista taiwanese
- 1993 - Nicky Devlin, calciatore scozzese
- 1993 - Milad Ebadipour, pallavolista iraniano
- 1993 - Kenneth Omeruo, calciatore nigeriano
- 1993 - Vincent Poirier, cestista francese
- 1993 - Andrés Tomás Prieto Albert, calciatore spagnolo
- 1993 - Lisa-Maria Reiss, ex sciatrice alpina austriaca
- 1994 - Diante Baldwin, cestista statunitense
- 1994 - Charles Callison, cestista statunitense
- 1994 - Sara Doshō, lottatrice giapponese
- 1994 - Jordan Faison, cestista statunitense
- 1994 - Federico Garibaldi, canottiere italiano
- 1994 - Guleed, rapper svedese
- 1994 - Ondřej Kolář, calciatore ceco
- 1994 - Agnieszka Kąkolewska, pallavolista polacca
- 1994 - Lee So-young, pallavolista sudcoreana
- 1994 - Bernard Mensah, calciatore ghanese
- 1994 - Jake Nerwinski, calciatore statunitense
- 1994 - Birjan Orazov, giocatore di calcio a 5 kazako
- 1994 - Myles Straw, giocatore di baseball statunitense
- 1994 - Alejandra Valencia, arciera messicana
- 1994 - Christania Williams, velocista giamaicana
- 1994 - Pocah, cantante brasiliana
- 1994 - Raúl de Tomás, calciatore spagnolo
- 1995 - Jamal Adams, giocatore di football americano statunitense
- 1995 - Fernando Aguilera, giocatore di calcio a 5 spagnolo
- 1995 - Queen Naija, cantante e youtuber statunitense
- 1995 - David Corrêa da Fonseca, calciatore brasiliano
- 1995 - Benoît Cosnefroy, ciclista su strada francese
- 1995 - Eddy Edigin, cestista nigeriano
- 1995 - Ubong Moses Ekpai, calciatore nigeriano
- 1995 - Dīmītrīs Giannoulīs, calciatore greco
- 1995 - Anton Mirančuk, calciatore russo
- 1995 - Aleksej Mirančuk, calciatore russo
- 1995 - Abid Oses, ex cestista panamense
- 1995 - Margherita Salvi, calciatrice italiana
- 1996 - D'Anthony Bell, giocatore di football americano statunitense
- 1996 - Birthh, cantautrice italiana
- 1996 - Kazmiere Brown, pallavolista statunitense
- 1996 - Ayomide Folorunso, ostacolista e velocista italiana
- 1996 - Oleh Kudryk, calciatore ucraino
- 1996 - Maria Carolina del Liechtenstein, principessa liechtensteinese
- 1996 - Park Ye-eun, calciatrice sudcoreana
- 1996 - Shoya Shimae, lottatore giapponese
- 1996 - Edgar Zaldívar, calciatore messicano
- 1996 - Cansu Özbay, pallavolista turca
- 1997 - Tarryn Allarakhia, calciatore tanzaniano
- 1997 - Enis Bunjaki, ex calciatore tedesco
- 1997 - Hans Peter Hannighofer, bobbista e ex discobolo tedesco
- 1997 - George Huhmann, ex pallavolista statunitense
- 1997 - Chloé Jouannet, attrice francese
- 1997 - Francesca Meropini, calciatrice italiana
- 1997 - Adedayo Odeleye, giocatore di football americano nigeriano
- 1997 - Lydia Paterson, tiratrice a segno statunitense
- 1997 - Mauricio Pineda, calciatore statunitense
- 1997 - Agustín Rogel, calciatore uruguaiano
- 1997 - Thomas Schnurrer, ex giocatore di football americano austriaco
- 1997 - Shi Yiting, atleta paralimpica cinese
- 1997 - Robert Williams, cestista statunitense
- 1997 - Václav Černý, calciatore ceco
- 1998 - Robin Froidevaux, pistard e ciclista su strada svizzero
- 1998 - Erin Kellyman, attrice britannica
- 1998 - Storm Klomhaus, sciatrice alpina statunitense
- 1998 - Jordan Minčev, cestista bulgaro
- 1998 - Kevin Muhire, calciatore ruandese
- 1998 - Daniel Penha, calciatore brasiliano
- 1999 - Victor Bogaciuc, calciatore moldavo
- 1999 - Juan Cruz Franzoni, calciatore argentino
- 1999 - Nikita Sergeev, calciatore russo
- 1999 - José Hugo, calciatore brasiliano
- 1999 - Balázs Szép, pentatleta ungherese
- 1999 - Joshua Williams, giocatore di football americano statunitense
- 2000 - Karim Ben El Ghali, giocatore di football americano tedesco
- 2000 - Fasil Gebremichael, calciatore etiope
- 2000 - Kim Yu-jin, taekwondoka sudcoreana
- 2000 - Merrick McHenry, pallavolista statunitense
- 2000 - Lalengmawia, calciatore indiano
- 2000 - Calum Ward, calciatore inglese
- 2000 - Dee Winters, giocatore di football americano statunitense

## XXI secolo(24)
- 2001 - Daniel Andrei Cacina, saltatore con gli sci rumeno
- 2001 - Lars Craps, ciclista belga
- 2001 - Tommy Doyle, calciatore inglese
- 2001 - Ian Glavinovich, calciatore argentino
- 2001 - Gémima Joseph, velocista francese
- 2001 - Olav Kooij, ciclista su strada olandese
- 2001 - Francho Serrano, calciatore spagnolo
- 2001 - Werik Popó, calciatore brasiliano
- 2001 - Isaiah Todd, cestista statunitense
- 2001 - Ozzy Trapilo, giocatore di football americano statunitense
- 2002 - Maximilian Beier, calciatore tedesco
- 2002 - Momo Cissé, calciatore guineano
- 2002 - Guéla Doué, calciatore francese
- 2002 - Patrick Eddy, ciclista su strada e pistard australiano
- 2003 - Patrickson Delgado, calciatore ecuadoriano
- 2003 - Artur Felfner, giavellottista ucraino
- 2003 - Charlie Patino, calciatore inglese
- 2005 - Jerónimo Dómina, calciatore argentino
- 2005 - Shay Liberman, pallavolista brasiliano
- 2005 - Deng Yawen, ciclista di BMX cinese
- 2006 - Giorgia Collomb, sciatrice alpina italiana
- 2007 - Bharath Subramaniyam, scacchista indiano
- 2008 - Vivien Jackl, nuotatrice ungherese
- 2015 - Arben Akış, attore turco

## Senza anno specificato(2)
- Kaho Miyasaka, fumettista giapponese
- Yui Ogura, doppiatrice e cantante giapponese